# Feria de botijero
La Feria de botijero es una feria que se celebra en Zamora desde la época de los Reyes Católicos como una feria franca. Se celebra con carácter anual, a comienzos del mes de abril.  
En la localidad de Ciudad Rodrigo se celebra también la feria de botijero o botijeros, que recibe su nombre por la venta de éstos objetos de cerámica ( botijos ) que se realizaba en esta localidad en las semanas previas a la llegada de la primavera. 

## Historia
Tras la decisiva batalla de Toro, en mayo de 1476, se dicta carta de privilegio a la ciudad de Zamora para que haya una vez al año una feria "franca de alcábala", feria que se denominó feria de botijero. Posteriormente en el siglo XVII aparece una comedia anónima titulada La feria de Botijero.
En Ciudad Rodrigo la feria de botijero viene celebrándose desde 1475, cuando los Reyes Católicos concedieron a los habitantes de la localidad el privilegio de celebrar un mercado franco ( quiere decir libre de impuestos)  cada martes. Este mercado de los martes o " de las verduras"  como también se denomina, se sigue celebrando a día de hoy en la plaza del buen alcalde. una plazoleta situada en el centro histórico de la localidad, y a la que acuden los vendedores de la zona con sus productos de temporada.
Entre los productos libres de impuestos se encontraban los trabajos realizados con la piel. Estos trabajos, junto a otros productos de la tierra, se vendían en los mercados semanales que se celebraban cada martes entre el día de san Andrés y la Natividad. Este mercado semanal satisfacía las necesidades más comunes del vecindario, ofreciendo los productos de temporada.
Pero las ferias más importantes de Ciudad Rodrigo, las que realmente movían la economía de la zona eran dos : la de Botijero y la de Mayo.
La feria llamada del Botijero tenía lugar en la segunda semana de Cuaresma. Los propios comerciantes de Ciudad Rodrigo vendían sus productos de la tierra y lo poco que producían de su modesta industria ( ganado, garbanzos, lino, mantas, latón, etc) y los vecinos de la Alberca, San Felices  de los Gallegos llevaban pescado. 
Al ser una feria importante en la zona  acudían compradores desde Salamanca, Peñaranda, Ledesma y demás pueblos de las provincias inmediatas e incluso, por su cercanía, de Portugal. 
En este tipo de ferias lo más importante era la venta de ganado. Se exponían toda clase de reses y ganados, especialmente ejemplares de cerda bien cebados de la misma tierra o procedentes de Extremadura y otras provincias.

Actualmente, la feria de botijeros en Ciudad Rodrigo se ha convertido en un espacio en el que se recuerdan tradiciones y oficios antiguos arraigados de la zona. Un ejemplo de esto es la celebración de la matanza típica del cerdo al estilo tradicional, desarrollando todas las faenas necesarias para el desarrollo de manera artesanal, e incluso ataviados con las vestimentas típicas.
Este acto se acompaña de productos gastronómicos para todo el mundo que acuda a la plaza, tanto dulces típicos como las probaduras de cerdo. La actividad también se acompaña de bailes típicos, e incluso sorteos de los productos realizados en la matanza.